# Tour de Orán
El Tour de la Wilaya de Orán, anteriormente Tour de Orán, es una carrera ciclista argelina. Creada en 2015, se disputa después del Critérium Internacional de Argel. Esta carrera forma parte desde su creación del UCI Africa Tour, en categoría 2.2.

## Palmarés
| Año                                                 | Ganador         | Segundo           | Tercero        |
| --------------------------------------------------- | --------------- | ----------------- | -------------- |
| Tour de Orán                                        |                 |                   |                |
| 2015                                                | Azzedine Lagab  | Nabil Baz         | Adil Barbari   |
| 2016                                                | Luca Wackermann | Essaïd Abelouache | Tomas Vaitkus  |
| 2017 edición no realizada Tour de la Wilaya de Orán |                 |                   |                |
| 2018                                                | Laurent Évrard  | Davide Rebellin   | Azzedine Lagab |

## Palmarés por países
| País    | Victorias |
| ------- | --------- |
| Argelia | 1         |
| Italia  | 1         |
| Bélgica | 1         |